# Королёв, Григорий Кузьмич
Григо́рий Кузьми́ч Королёв (12 октября 1884, Кинешемский уезд, Костромская губерния — 14 марта 1927, Москва) — российский революционер-большевик, советский партийный и государственный деятель.

## Биография
Родился 12 октября 1884 года в деревне Мельничище (ныне — Заволжский район Ивановской области).
Рано остался без отца, был вынужден работать подпаском, развивальщиком на льнофабрике, рабочим буфета, слесарем на фабрике. Во время своей последней работы сошёлся с социал-демократами. Участвовал в Первой русской революции, за участие в стачке был уволен с фабрики.
Работал на железной дороге, откуда также был уволен в 1907 году за участие в маёвке.
С 1914 года работал на фабрике Миндовского и Бакина в городе Наволоки, руководил подпольной большевистской организацией на фабрике и рабочим кооперативом.
В начале 1917 года стал организатором стачки ткачей города Наволоки и инициатором создания фабрично-заводского комитета. После отречения от престола Николая II он стал членом Кинешемского Совета рабочих и солдатских депутатов, членом правления профсоюза текстильщиком Иваново-Кинешемского района. После Октябрьской революции Королёв стал активным проводником политики Советского правительства в этом районе, организовывал национализацию местных предприятий, их снабжение.
С декабря 1918 года Королёв работал Иваново-Вознесенским губернским комиссаром труда, был членом Ивановского губкома РКП(б) и Иваново-Вознесенского губисполкома. Активно занимался запуском остановленных Гражданской войной текстильных предприятий региона, возглавлял Ударный комитет по пуску текстильных предприятий Иваново-Вознесенской губернии. В 1920 году стал председателем Иваново-Вознесенского губисполкома.
В 1921—1922 годах работал инструктором ЦК РКП(б), в 1922—1923 годах — секретарём Костромского губкома РКП(б). С 1923 года работал членом коллегии Народного комиссариата здравоохранения, избирался членом ВЦИК и Президиума ЦИК СССР. С 1926 года до самой смерти работал в Центральном комитете профессионального союза текстильщиков.
Умер 14 марта 1927 года, похоронен на Новодевичьем кладбище Москвы.
В честь Королёва названы улица и завод в Иваново, а также улица в Кинешме.